# الزراعة في جورجيا

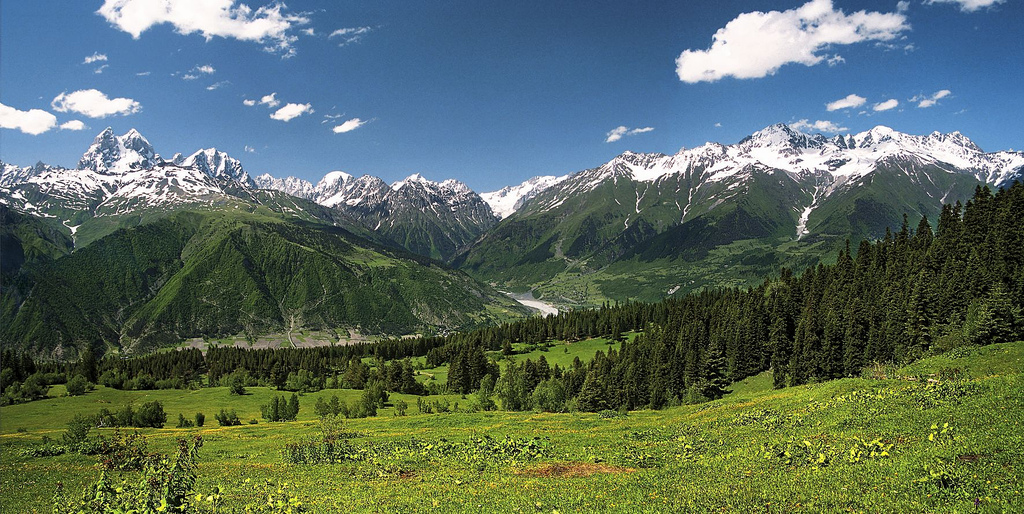

جعل المناخ والتربة الزراعة في جورجيا واحدة من أهم القطاعات الاقتصادية المنتجة، حيث أن 18% من الأراضي الجورجية تصلح للزراعة وتوفر 32% من صافي الناتج المادي للجمهورية في عام 1990. في الحقبة السوفياتية، تم تجفيف مناطق المستنقعات في الغرب وتم إنقاذ المناطق القاحلة في الشرق من خلال نظام ري معقد، مما سمح للزراعة الجورجية بزيادة الإنتاج بمقدار عشرة أضعاف بين عامي 1918 و1980.ولكن كان يعرقل الإنتاج في الحقبة السوفياتية، سوء توزيع الأراضي الزراعية مثل تخصيص حقول الحبوب الرئيسية لزراعة الشاي. تركيز جورجيا على المحاصيل التي تتطلب عمالة مكثفة مثل الشاي والعنب أبقى قوة العمل الريفية عند مستوى غير مرضي على مستوى الإنتاجية. نحو 25 في المئة من قوة العمل الجورجية كانت مرتبطة بالزراعة عام 1990، 37 في المئة كانت أكثر ارتباطاً عام 1970. وفي ربيع عام 1993، خفضت بمقدار الثلث زرع محاصيل الربيع على أراضي الدولة وعلى قدر كبير الأراضي الخاصة وكذلك بسبب نقص الوقود والمعدات. للنصف الأول من عام 1993، كان الإنتاج الزراعي بشكل عام أقل من 35 في المئة عن نفس الفترة من عام 1992.

## المحاصيل

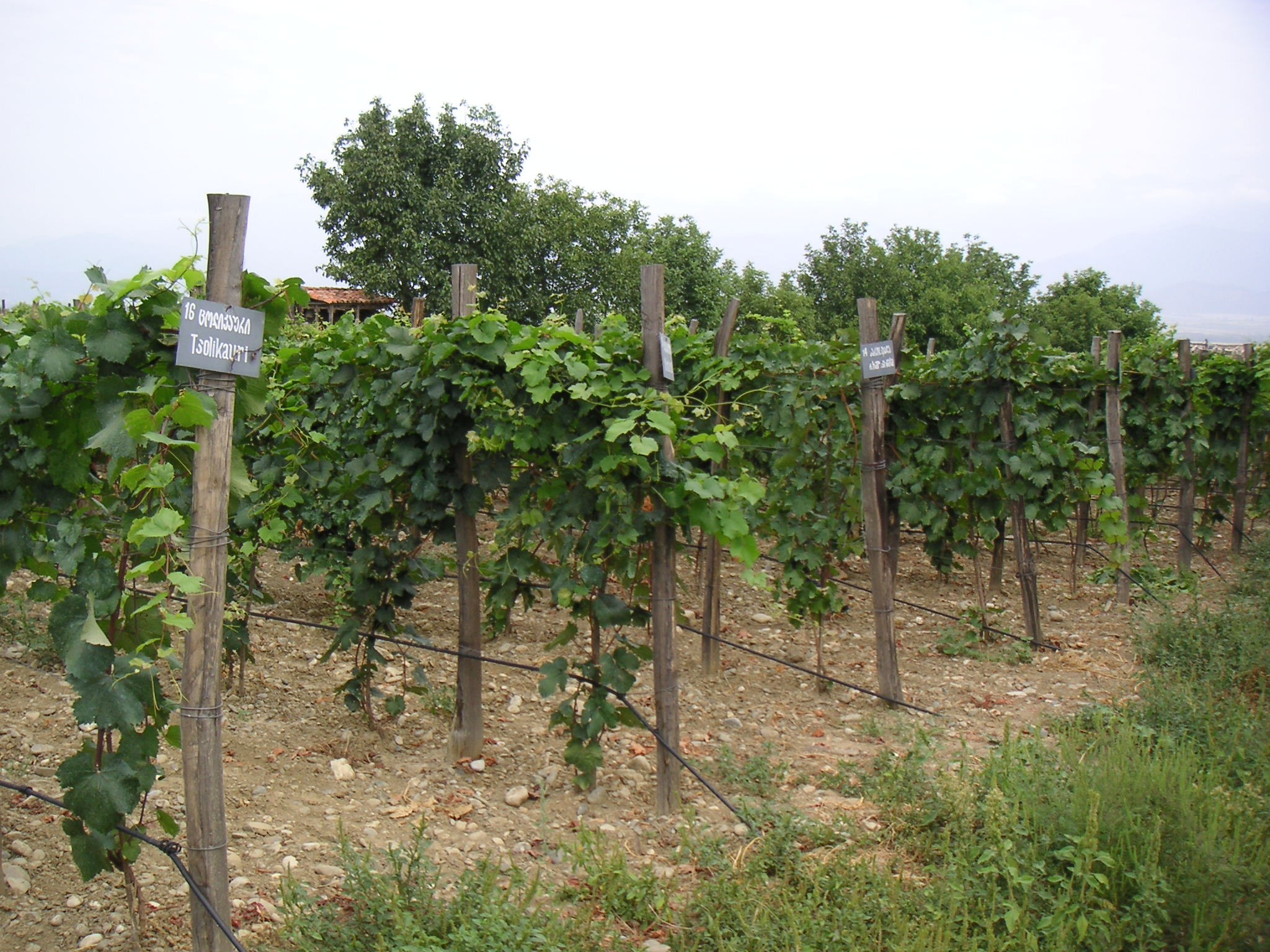
كروم تجريبية في جورجيا تُستخدم لدراسة زراعة العنب وإنتاج النبيذ

في عام 1993 تم تخصيص حوالي 85 في المئة من الأراضي المزروعة، باستثناء البساتين والكروم، ومزارع الشاي، والحبوب. ضمن هذه الفئة، نما الذرة على 40 في المئة من الأراضي، والقمح الشتوي في 37 في المئة. ثاني المنتجات الزراعية الأكثر أهمية هو النبيذ. جورجيا واحدة من أعرق التقاليد وأرقى صناعة النبيذ في العالم، وتشير الاكتشافات الأثرية التي تبذل النبيذ في جورجيا في وقت مبكر إلى 300 مصانع النبيذ باء forty CSome الكبرى كانت تعمل في عام 1990، ويتم إجراء حوالي 500 أنواع النبيذ المحلي. مركز لصناعة النبيذ في جورجيا Kakhetia الشرقية. وكما هو معروف جورجيا للجودة عالية من المياه المعدنية على سبيل المثال بورجومي.
المحاصيل المهمة الأخرى هي ثمار الحمضيات الشاي، والفواكه noncitrus، والتي تمثل 18.3 في المئة، 7.7 في المائة، و8.4 في المئة من الناتج الزراعي في جورجيا، على التوالي. يقتصر زراعة الشاي والموالح إلى المنطقة الساحلية الغربية. [2] حسابات الشاي لمدة 36 في المئة من الإنتاج لصناعة تجهيز الأغذية الكبيرة، على الرغم من أن نوعية الشاي الجورجية تراجعت بصورة ملحوظة تحت إدارة السوفياتي في 1970s و1980s. [2] تربية الحيوان، وعلى رأسها حفظ الماشية والخنازير والخراف، وحسابات لحوالي 25 بالمئة من الإنتاج الزراعي في جورجيا، على الرغم من كثافة عالية ومنخفضة الميكنة أعاقت الكفاءة.
حتى عام 1991 اشترى الجمهوريات السوفياتية الأخرى 95 في المئة من الشاي جورجيا المجهزة، 62 في المئة من النبيذ والخمسين، و70 في المائة من بضائعها المعلبة. في المقابل، تعتمد جورجيا على روسيا في 75 في المئة من الحبوب. تم تزويد ثلث اللحوم جورجيا و60 في المئة من منتجات الألبان والخمسين من خارج الجمهورية. ساهم عدم ضبط هذه العلاقات إلى أزمات غذائية في جورجيا في أوائل 1990s.